# Некромант (роман)
«Некромант» (англ. Necromancer) — науково-фантастичний роман американського письменника Гордона Р. Діксона, опублікований у 1962 році. Між 1963 і 1974 роками видавався під альтернативною назвою «Немає місця для людини» (No Room for Man), перш ніж повернути свою початкову назву. Це приквел до раннього роману Діксона «Дорсай!». Події тут відбуваються за два століття до подій основного роману.

## Сюжет
Роман розповідає історію Пола Формена, гірничого інженера кінця 21-го століття, який зазнав кількох нещасних випадків. Його прагнення до самопізнання та одужання після втрати руки спонукає його прийняти учення Гільдії Чантрі. Гільдія сповідує філософію руйнування з надією звільнити простір для появи нової еволюційної форми людства. Інструментами для досягнення цілей є Альтернативні Закони або Альтернативні Сили.
Після знайомства з книгою Destruct, написаною Волтером Блантом, лідером гільдії, Формена приводять до Гільдії Чантрі. Формен залучається до майстерності Некроманта Джейсона Воррена та ефірного впливу музичного вокаліста Кантеле Макі. Його початкова мета вступу до гільдії — відновити втрачену руку.
Розповідь переривається моментами прозріння Формена. По-перше, він усвідомлює неадекватність психології у своєму самодослідженні. Він повільно усвідомлює свою владу над Альтернативними Силами. Він приголомшений своїм зростаючим надмірним усвідомленням навколишнього світу, зокрема взаємопов'язаної ізоляції всіх людей. Ця ізоляція яскраво символізується власною унікальністю Формена. Наприкінці книги він отримує останнє прозріння, яке прояснює йому його особистість і потенціал… і багато іншого.
Книга поділена на три підкниги: Ізолят, Набір і Шаблон. У кожній книзі Формен усвідомлює функцію кожного математичного колективу в потоці об'єктивної історії та суб'єктивної реальності. Як і в багатьох науково-фантастичних романах, філософські основи еволюції вимагають явно ненаукового стрибка в розумінні читача того, що таке наука, щоб об'єднати пунктуацію, яка приводить до наступного етапу людської еволюції.

## Місце в циклі Чайлда
Хоча роман Дорсай! насправді був написаний першим, «Некромант» є хронологічно першим оповіданням у циклі Чайлда Діксона. Власна хронологія Діксона в есе «Побачити тисячу років» поміщає події в останнє десятиліття 21 століття. Однак Сандра Мізель визначає Пола Формена як ще одне втілення персонажів, які знайшли пізніше в циклі Чайлда: Гел Мейн і Донал Грем. Таким чином, хронологічне місце Формена є дещо мінливим.